# Црква Светог апостола и јеванђелисте Марка у Доганици
Црква Светог апостола и јеванђелисте Марка у Доганици, насељеном месту на територији општине Босилеград, православни је храм који припада Епархији врањској Српске православне цркве.
Изградња цркве посвећене Светом апостолу и јеванђелисти Марку, започета је 1934. године, благословом Митрополита скопског Јосифа, а под руководством мајстора Тончета Качарова из села Дукат. Иницијатива за изградњу цркве у овом најудаљенијем селу на крајњем југоистоку Србије покренута је одмах након 1932. године, када је срез Босилеградски, са још неколико срезова на југоистоку Србије, био издвојен из Епархије нишке и припојен скопској Митрополији Српске православне цркве.
Након што су 1936. године завршени грађевински радови, почело се са опремањем цркве и припремом за њено освећење. Међутим Други светски рат, одложио је њено освећење све до данашњих дана. После 1945. године, услед сплета неповољних околности у којима је живео наш народ, иако су настављени покушаји на опремању и освећењу цркве, зуб времена и неодржавање објекта узимали су свој данак, тако да је објекат и у грађевинско-употребном смислу све више пропадао.
Православна Епархија врањска учинила је велике напоре на обнављању цркава и манастира на целој територији општине Босилеград, тако је и ова црква обновљена, у периоду од 2008. до 2011. године, када је на дан Светог апостола и јеванђелисте Марка 8. маја 2011. године, Епископ врањски Пахомије извршио њено освећење.